# Европско првенство у атлетици у дворани 2005 — 60 метара препоне за жене
Такмичење у трчању на 60 метара са препонама у женској конкуренцији на Европском првенству у атлетици у дворани 2005. одржано је у Дворани спортова у Мадриду 5. и 6. марта.
Једна занимљивост у овој дисциплини. Освајачи златне и сребрне медаље су сестре близнакиње из Шведске Сузана и Џени Калур.

## Земље учеснице
Учествовале су 24 такмичарке из 15 земаља.
1. Белорусија (1)
2. Грчка (2)
3. Естонија (1)
4. Ирска (1)
5. Италија (2)
6. Немачка (3)
7. Португалија (1)
8. Русија (1)
9. Словачка (1)
10. Словенија (1)
11. Уједињено Краљевство (2)
12. Француска (3)
13. Чешка (1)
14. Шведска (2)
15. Шпанија (2)

## Рекорди пре почетка Европског првенства 2005.
| Рекорди пре почетка Европског првенства 2005.     | Рекорди пре почетка Европског првенства 2005. | Рекорди пре почетка Европског првенства 2005. | Рекорди пре почетка Европског првенства 2005. | Рекорди пре почетка Европског првенства 2005. | Рекорди пре почетка Европског првенства 2005. |
| ------------------------------------------------- | --------------------------------------------- | --------------------------------------------- | --------------------------------------------- | --------------------------------------------- | --------------------------------------------- |
| Светски рекорд                                    | Лудмила Енгквист                              | Совјетски Савез                               | 7,69                                          | Чељабинск, СССР                               | 4. фебруар 1990.                              |
| Европски рекорд                                   | Лудмила Енгквист                              | Совјетски Савез                               | 7,69                                          | Чељабинск, СССР                               | 4. фебруар 1990.                              |
| Рекорди европских првенстава                      | Људмила Нарожиленко                           | Совјетски Савез                               | 7,74                                          | Глазгов, Уједињено Краљевство                 | 4. март 1990.                                 |
| Најбољи светски резултат сезоне у дворани         | Ирина Шевченко                                | Русија                                        | 7,90                                          | Самара, Русија                                | 2. фебруар 2005.                              |
| Најбољи светски резултат сезоне у дворани         | Сузана Калур                                  | Шведска                                       | 7,90                                          | Талин, Естонија                               | 20. фебруар 2005.                             |
| Најбољи европски резултат сезоне у дворани        | Ирина Шевченко                                | Русија                                        | 7,90                                          | Самара, Русија                                | 2. фебруар 2005.                              |
| Најбољи европски резултат сезоне у дворани        | Сузана Калур                                  | Шведска                                       | 7,90                                          | Талин, Естонија                               | 20. фебруар 2005.                             |
| Рекорди после завршетка Европског првенства 2005. |                                               |                                               |                                               |                                               |                                               |
| Најбољи светски резултат сезоне у дворани         | Сузана Калур                                  | Шведска                                       | 7,80                                          | Мадрид, Шпанија                               | 6. март 2005.                                 |
| Најбољи европски резултат сезоне у дворани        | Сузана Калур                                  | Шведска                                       | 7,80                                          | Мадрид, Шпанија                               | 6. март 2005.                                 |

## Најбољи европски резултати у 2005. години
Десет најбољих европских такмичарки на 60 метара препоне у дворани 2005. године пре почетка првенства (4. марта 2005), имале су следећи пласман на европској и светској ранг листи. (СРЛ)
| 1  | Ирина Шевченко Русија             | 7,90 | 2. фебруар  | 1. СРЛ  |
| 2  | Сузана Калур Шведска              | 7,90 | 20. фебруар | 2. СРЛ  |
| 3  | Глори Алозије Шпанија             | 7,92 | 24. фебруар | 3. СРЛ  |
| 4  | Кирстен Болм Немачка              | 7,93 | 19. фебруар | 4. СРЛ  |
| 5  | Сара Клакстон Велика Британија    | 7,96 | 13. фебруар | 8. СРЛ  |
| 6  | Џени Калур Шведска                | 8,00 | 15. фебруар | 13. СРЛ |
| 7  | Linda Ferga-Khodadin Француска    | 8,01 | 4. фебруар  | 15. СРЛ |
| 8  | Diane Allahgreen Велика Британија | 8,01 | 5. фебруар  | 15. СРЛ |
| 9  | Надине Хенчке Немачка             | 8,02 | 19. фебруар | 17. СРЛ |
| 10 | Флора Редоуми Грчка               | 8,03 | 17. фебруар | 19. СРЛ |

Такмичарке чија су имена подебљана учествују на ЕП 2005.

## Сатница
| Датум         | Време | Коло          |
| ------------- | ----- | ------------- |
| 5. март 2005  | 17:00 | Квалификације |
| 6. март 2005  | 11:30 | Полуфинале    |
| 6. март 2005. | 18:00 | Финале        |

## Освајачи медаља
|                       |                     |                       |
| Сузана Калур, Шведска | Џени Калур, Шведска | Кирстен Болм, Немачка |

## Резултати

### Квалификације
У квалификацијама атлетичарке су биле подељене у три групе по 8. За полуфинале су се директно пласирале по 4 првопласиране из сваке групе (КВ) и још 4 на основу резултата (кв).
| Место | Група | Атлетичарка           | Земља                | Резултат | Белешка   |
| ----- | ----- | --------------------- | -------------------- | -------- | --------- |
| 1.    | 2     | Џени Калур            | Шведска              | 7,91     | КВ, ЛР    |
| 2.    | 3     | Сузана Калур          | Шведска              | 7,96     | КВ        |
| 3.    | 1     | Nicole Ramalalanirina | Француска            | 7,99     | КВ, ЛРС   |
| 4.    | 2     | Дервал О’Рорк         | Ирска                | 8,02     | КВ, НР    |
| 4.    | 3     | Патрисија Жирар       | Француска            | 8,02     | КВ        |
| 6.    | 1     | Кирстен Болм          | Немачка              | 8,04     | КВ        |
| 7.    | 2     | Diane Allahgreen      | Уједињено Краљевство | 8,05     | КВ        |
| 8.    | 3     | Сара Клакстон         | Уједињено Краљевство | 8,06     | КВ        |
| 9.    | 2     | Ирина Шевченко        | Русија               | 8.07     | КВ        |
| 10.   | 1     | Луције Мартинцова     | Чешка                | 8,10     | КВ        |
| 10.   | 3     | Алиуска Лопез         | Шпанија              | 8,10     | КВ, =ЛРС  |
| 12.   | 3     | Надине Хенчке         | Немачка              | 8.11     | кв        |
| 13.   | 1     | Глори Алозије         | Шпанија              | 8,16     | КВ        |
| 14.   | 2     | Јудит Риц             | Немачка              | 8,18     | кв        |
| 15.   | 1     | Микол Катанео         | Италија              | 8,19     | кв, ЛР    |
| 16.   | 1     | Флора Редоуми         | Грчка                | 8,21     | кв        |
| 17.   | 3     | Georgia Stoyiannidou  | Грчка                | 8,23     |           |
| 18.   | 1     | Мирјам Лимаск         | Естонија             | 8,25     |           |
| 18.   | 2     | Марина Томич          | Словенија            | 8,25     |           |
| 20.   | 2     | Рејна-Флор Окори      | Француска            | 8,27     |           |
| 21.   | 2     | Патрисија Вијеира     | Португалија          | 8,33     |           |
| 22.   | 3     | Мирјам Бобкова        | Словачка             | 8,35     |           |
| 22.   | 3     | Margaret Macchiut     | Италија              | 8,35     |           |
| —     | 1     | Yevgeniya Likhuta     | Белорусија           | Диск     | Чл. 162.7 |

### Полуфинале
За финале су се директно пласирале по четири првопласиране такмичарке из обе полуфиналне групе (КВ).
| Место | Група | Атлетичарка           | Земља                | Резул. | Бел.           |
| ----- | ----- | --------------------- | -------------------- | ------ | -------------- |
| 1.    | 2     | Сузана Калур          | Шведска              | 7,90   | КВ, =СРС, =ЕРС |
| 2.    | 2     | Кирстен Болм          | Немачка              | 7,92   | КВ, ЛРС        |
| 3.    | 1     | Џени Калур            | Шведска              | 7,93   | КВ             |
| 4.    | 1     | Надине Хенчке         | Немачка              | 8,00   | КВ, ЛР         |
| 4.    | 1     | Глори Алозије         | Шпанија              | 8,00   | КВ             |
| 6.    | 1     | Патрисија Жирар       | Француска            | 8,04   | КВ             |
| 7.    | 1     | Сара Клакстон         | Уједињено Краљевство | 8,05   |                |
| 8.    | 2     | Diane Allahgreen      | Уједињено Краљевство | 8,06   | КВ             |
| 9.    | 1     | Дервал О’Рорк         | Ирска                | 8,09   |                |
| 10.   | 1     | Флора Редоуми         | Грчка                | 8,10   |                |
| 11.   | 2     | Ирина Шевченко        | Русија               | 8.11   | КВ             |
| 12.   | 2     | Nicole Ramalalanirina | Француска            | 8,12   |                |
| 13.   | 2     | Алиуска Лопез         | Шпанија              | 8,15   |                |
| 14.   | 1     | Луције Мартинцова     | Чешка                | 8,20   |                |
| 15.   | 2     | Јудит Риц             | Немачка              | 8,21   |                |
| 16.   | 2     | Микол Катанео         | Италија              | 8,30   |                |

### Финале
Финале је одржано у 18,00.
| Место | Атлетичарка      | Земља                | Резул. | Бел.        |
| ----- | ---------------- | -------------------- | ------ | ----------- |
|       | Сузана Калур     | Шведска              | 7,80   | СРС, ЕРС НР |
|       | Џени Калур       | Шведска              | 7,99   |             |
|       | Кирстен Болм     | Немачка              | 8,00   |             |
| 4.    | Глори Алозије    | Шпанија              | 8,00   |             |
| 5.    | Ирина Шевченко   | Русија               | 8,02   |             |
| 6.    | Патрисија Жирар  | Француска            | 8,04   |             |
| 7.    | Надине Хенчке    | Немачка              | 8,07   |             |
| 8.    | Diane Allahgreen | Уједињено Краљевство | 8,15   |             |